# 船

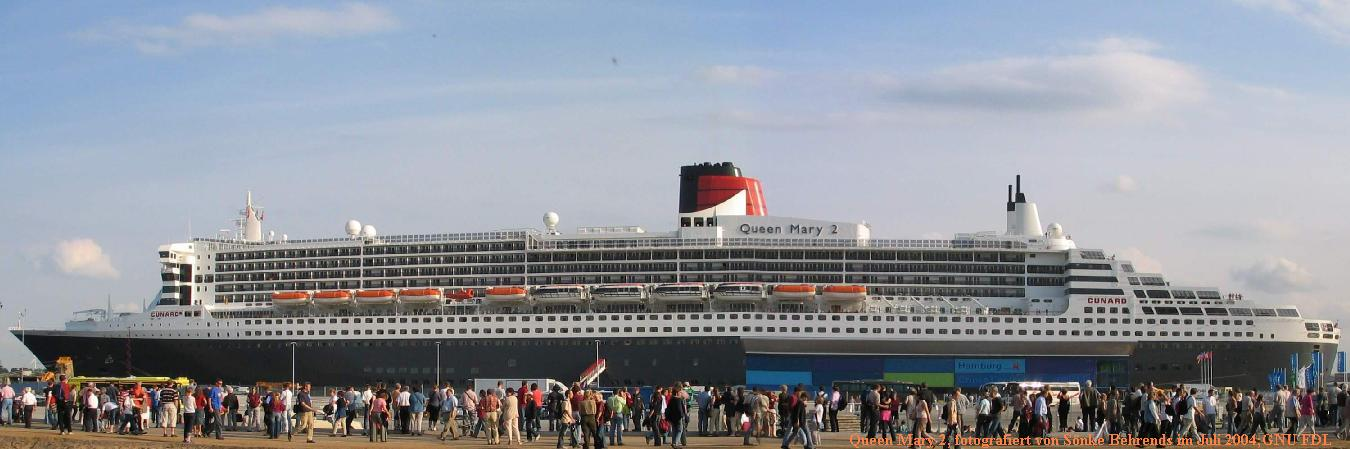
巨型客轮瑪麗皇后二號

船或船舶是水面载具的俗称，泛指任何利用水的浮力并依靠人力、風帆、發動機（如蒸氣機、燃氣渦輪、柴油引擎、电动机、核動力）驱动螺旋槳、以及风扇或高壓噴嘴的反推为動力进行划、牽、拉、推，使其能在水面上移動的交通工具。在中文中，民用船通常稱為船（古稱舳艫）、船舶、輪機、舫，軍用船稱為艦（古稱艨艟），小型船稱為艇（无引擎动力的小型船称为舟、筏或舢舨），统称艦艇。
船舶是隨著人類的發展而開發的。不論是戰鬥時或是平時，都有船舶的出現。世界上有數百萬的漁民用漁船拿來捕魚。戰時的海战及海上軍事補給都和船有關。2007年的商船約有35,000艘，貨物約有740萬噸。2011年時，世界上已約104,304艘有船已取得由國際海事組織（IMO）發出的IMO編別號碼。
在世界歷史發展上，船舶對於地理探索及科學技術的發展都有重要的角色。美洲及歐洲之間的哥倫布大交換是當時世界人口成長的主因之一。航运也使世界的經濟成為能源密集的形式。
目前世界上最長的船為貝殼牌的Prelude FLNG

## 术语

船的主要部分。1：烟囱；2：船尾；3：螺旋桨和舵；4：舷；5：锚；6：球狀船首；7：船头；8：甲板；9：上层建筑 (工程)

轮船（ship）和小艇（boat）的区别通常在于尺寸和航行时间。一个经验法则是，如果一艘船舶能携带另一艘，那么较大的那个就是轮船。不過也有例外：像帆船遊艇上面會載一個長2至6公尺的小艇，兩種都不算是轮船。
在大航海時代，轮船定義為具至少有三个横帆桅杆和一个完整船首斜桅的帆船，也會用桅杆來定義其他種類的船，像三桅帆船、前桅橫帆雙桅船等。
有不少大型船舶通常被叫做“艇”，潜水艇就是最好的例子。
在通常的航海传统里，船通常都有自己的名字，现代船只可能还有船级（通常以该级的第一艘船的船名命名）。英语中，船通常被称为“她（she或her）”，即使船名是男士名字。但这也不是绝对的，有些写作指南里也用“它（it）”来指船。

## 分類

### 按用途
- 科考船 : 執行海洋科學研究的船隻。

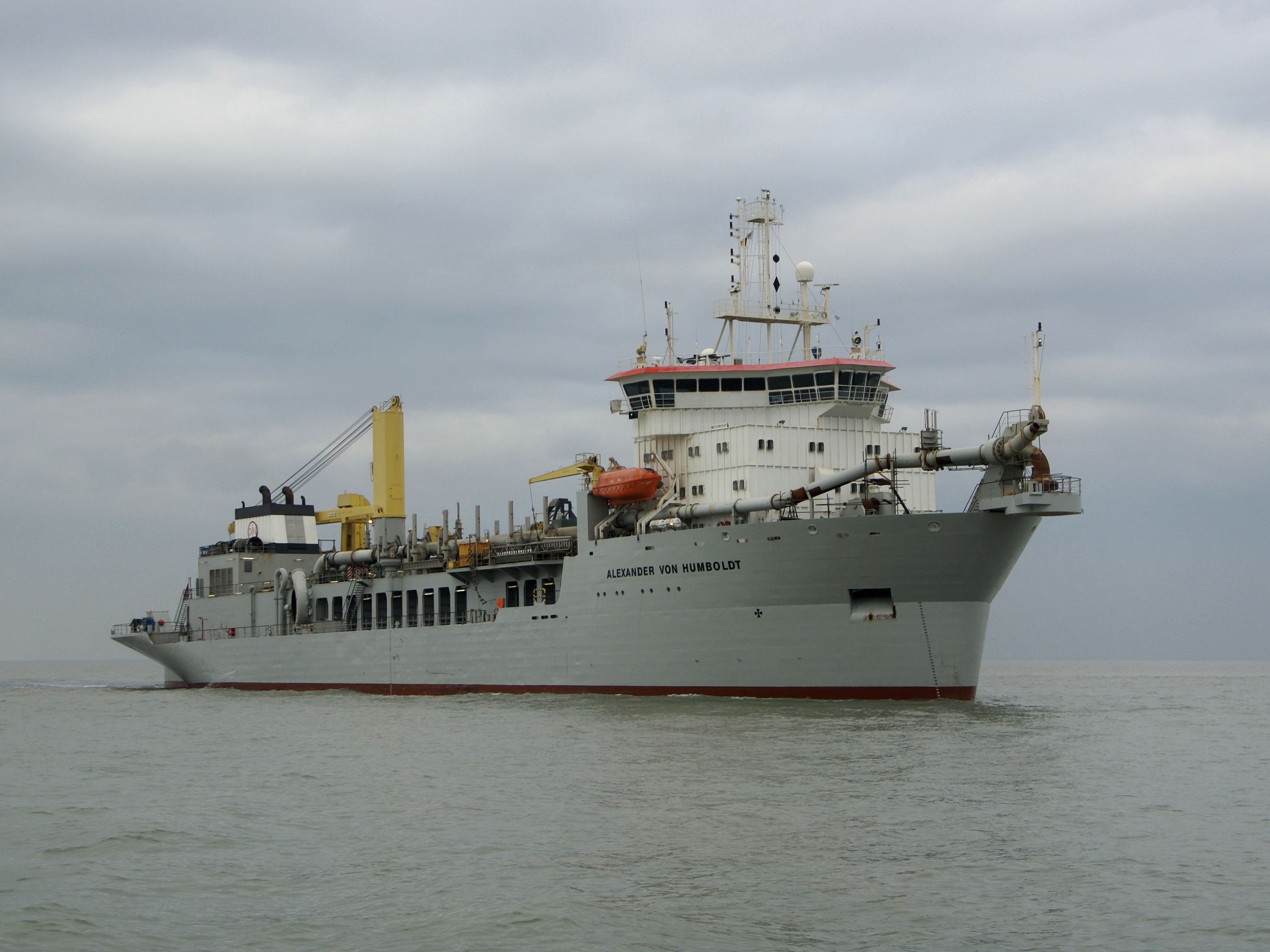
拖斗挖泥船

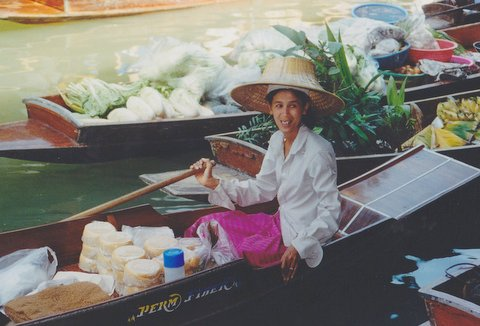
泰國河上攤販船

- 工程船 : 對航行中的船隻施行维護修理工作，或是執行水上與水下工程作業的船隻。
- 漁船：渔业用於商业捕鱼的船隻。
- 貨櫃船：專門運輸貨櫃的船舶，如躉船。
- 液貨船：用來運送液體（比如原油）的船。
- 客輪：運送乘客的大型船隻。
- 非商船：非商業行為目的所使用的船隻。
  - 快艇：主要用於水上娱樂，或賽艇比赛的船隻。種類很多，摩托艇，氣墊船都屬於這一類型。
  - 拖船：推拉大船進出港的専用船。
  - 引水船：帶引水人上下商船的専用船。
  - 指航船：指明航道的船隻。
  - 破冰船：用来撞破海冰来为航路清障的船只。
- 軍艦：海军使用的船舶，本身不用於直接战斗的战斗勤务支援船舶也歸為此類。
  - 水面作战舰艇：指直接参与海战交火的水面船只，比如巡洋艦、驅逐艦、护卫舰、轻型护卫舰、濒海战斗舰、武库舰、导弹快艇、鱼雷艇、炮艇等，已退役的舰种还包括战列舰、战斗巡洋舰等主力舰。
  - 作战辅助舰艇：指不直接参与交火但会为其它舰艇提供间接火力、情报、警戒或后勤支援的舰艇，比如航空母舰（提供舰载机起降争夺海上制空权但本身并不参与交战，甚至要尽可能远离战场）、两栖战舰（两栖攻击舰、船坞登陆舰、直升机登陆舰等）、指挥舰、岸防舰、扫雷艇、登陆艇、巡逻艇、辅助舰（如补给舰、医疗舰）等。
  - 潜水艇：一種特殊的水下船舶，分为主要负责用鱼雷攻击其它舰艇的攻击型潜艇和负责打击远处陆地目标的导弹潜艇（分弹道导弹潜艇和巡航导弹潜艇）两类。
  - 无人海面载具和无人水下载具：海军使用的无人载具，通常用于情报收集，但也可用于偷袭或自杀式攻击其它水面或近岸目标。
- 潜水器：通常用於海底科研考察和工程维修等水下作业的小型潛水载具，在商业上亦可用於海底觀光等。

### 按材料
- 鋼鐵船
- 木造船
- 合金船
- 鐵絲網混凝土船——以混凝土來減少使用鋼材（例如“古田”號）
- （Glass Reinforced Plastic，GRP）船

### 按构造
- 单体船（monohull）

常见的船只都是单体船，除了船身本身外没有其它接触水的结构。为了维持船身在风浪中的稳定性，船底通常有突出的龙骨来减少船身的滚动。
- 多体船（multihull）

有些船在设计上会采用多于一个浸水结构来抵御风浪造成的滚动力矩。双体船（catamaran）会配有单侧的舷外托臂（outrigger）来帮助稳定船身（与训练幼儿骑行的自行车上通常配有侧轮来防止翻倒一样），或干脆就在兩個瘦長船體之间建有一個主甲板并共用上層結構。三体船（trimaran）则是在主船体两侧分别配有一个舷外托臂。这些船可以使用风帆，也可以使用渦輪噴嘴發動機，通过向后喷水获取反作用力向前推进，比普通螺旋槳推動更快速，而在高速時，雙體瘦長的船身能降低阻力。而且船体穩度高，不易翻船（但若風浪過大，翻過90度後，因為沒有單體船的靜穩度扶正力矩，反而有滅頂之虞）。常被應用于渡輪及軍事運輸上。
- 水翼船（wingship）

水翼船是一種能高速航行的船舶。船底部有支架，裝上如飛機機翼般的水翼。當船加速后，水翼能产生浮力把船身抬離水面，從而減少水的阻力和增加航行速度。其轉向機構不使用常見的舵，而是控制左右兩支水翼的攻角來達成。
- 氣墊船（hovercraft）

氣墊船是一種能高速航行的船隻，利用空氣在底部形成高压襯墊承托船身減少水的接触面和阻力。很多氣墊船的速度都可以超過五十節（約92.59km/hr）。

### 按动力

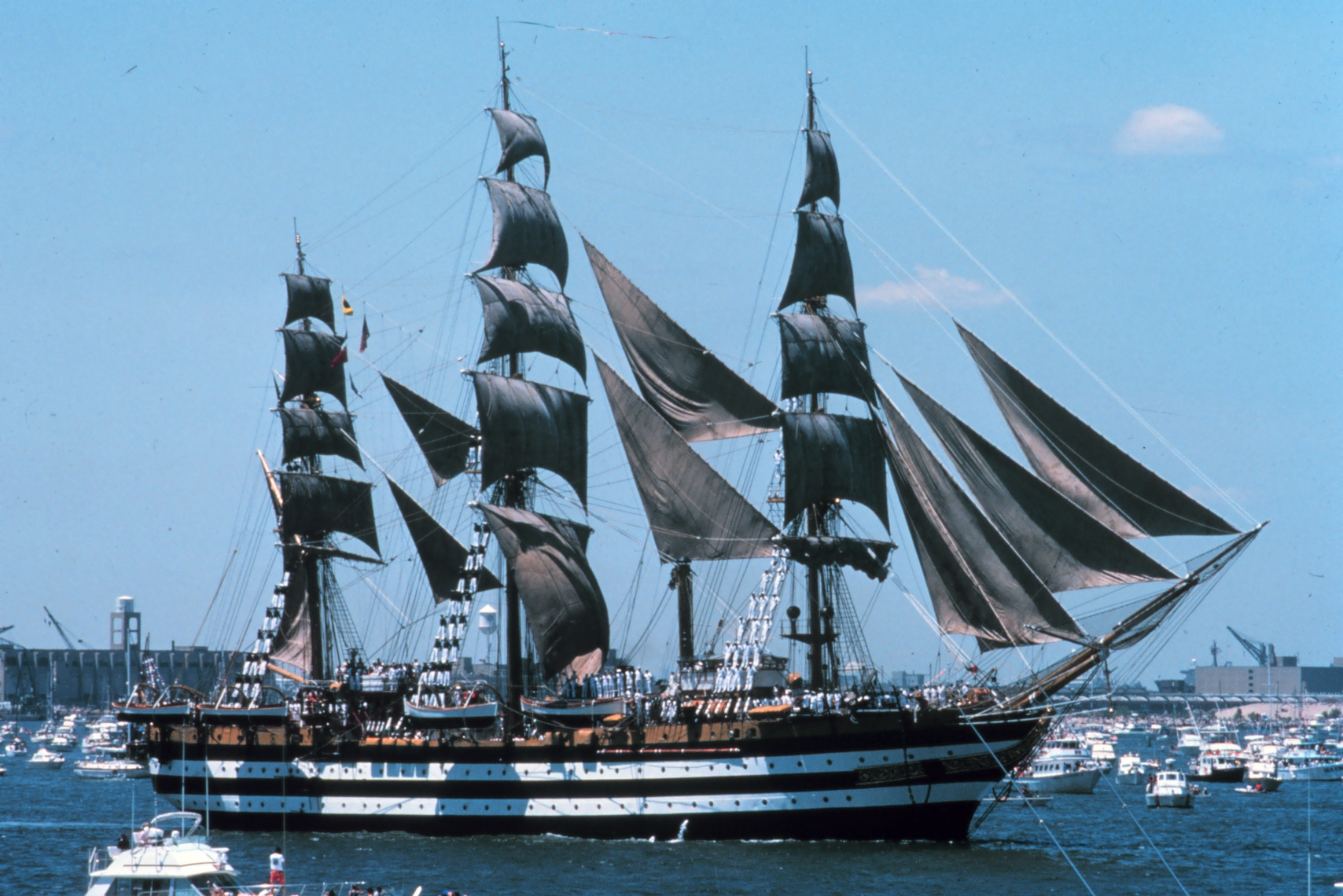
一艘大型三桅帆船

- 人力船：通過人力使用槳、櫓、篙等產生動力。
- 帆船：使用風力吹動帆產生動力。
- 輪帆船：風力、發動機雙動力船。
- 輪船：發動機動力船。
- 駁船：無動力船。
- 电动船：电动机动力船。
- 核动力

## 設計考量

### 水靜力學
船舶可以浮在水面上的原因有以下三種：

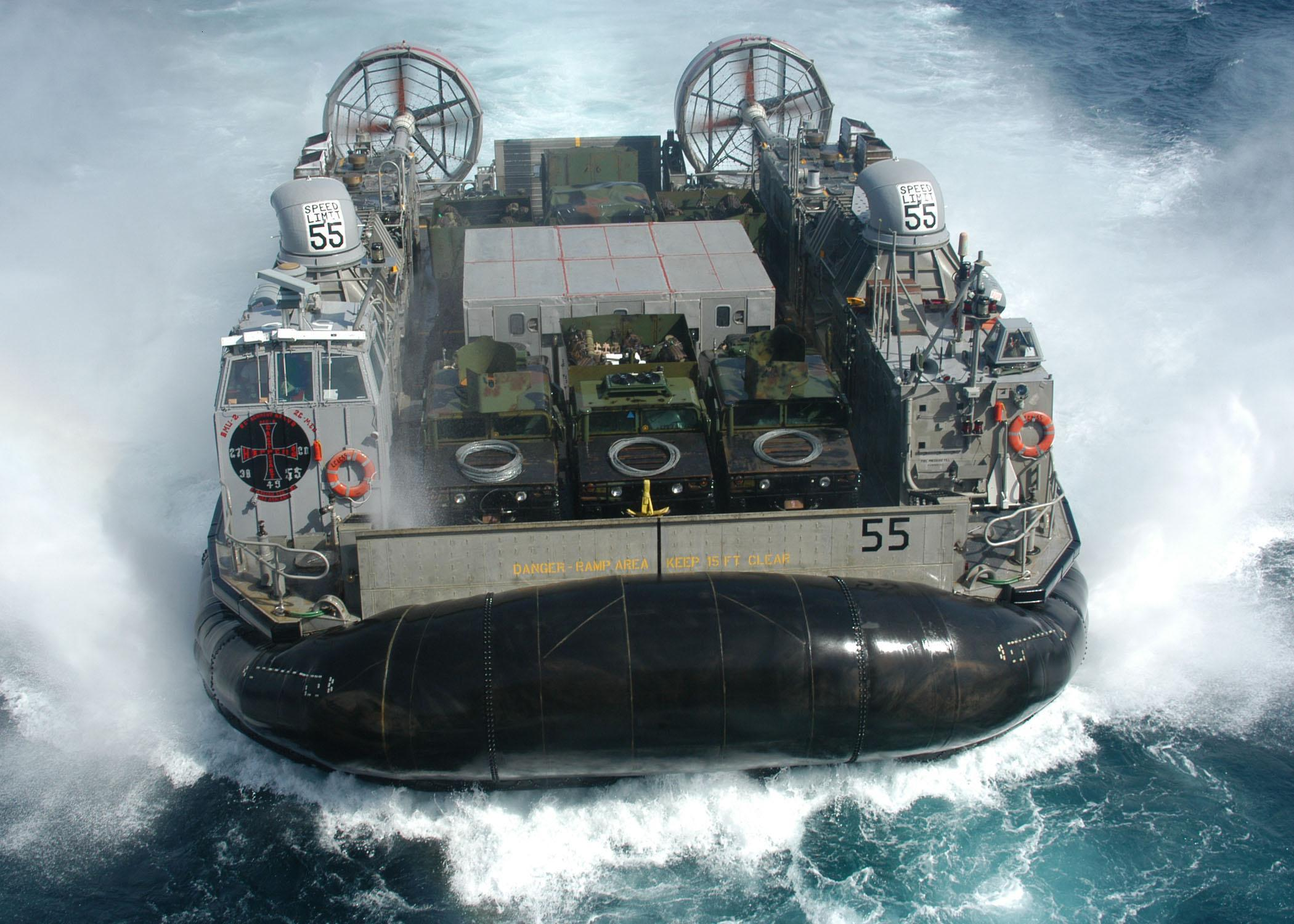
像气垫登陆艇之類的船隻，可以在不排開液體的情形下產生浮力

- 大部份的船舶稱為排水型船舶（displacement vessel），船舶的重量因為被船殼排開（英语：displacement (fluid)）的水產生的浮力所平衡。
- 對於平底的船隻，例如水翼船，升力是因為船的速度變快，和水相對運動時其升力會增加，直到水翼航行状态為止。
- 像氣墊船等非排水型船舶，船隻是因為船隻產生的高壓空氣（氣墊）支持其重量，因此可以和水面保持一定距離。

當船隻往上的力和往下的力相等時，船隻達到靜力平衡。若船隻再往下，吃水多一些，其重量不變，但其船殼排開水的重量變大了。當兩個力平衡時，船可以浮在水面上。甚至即使船上的貨物沒有平均擺放，船也不會前仰後傾或是傾斜。
船隻的穩定性一方面是考慮上述的靜力學層面，當船受到外力移動、横摇（rolling）及纵摇（pitching），以及有風和浪的影響時，也要考慮動力學層面。穩定性不佳的船出現過大的横摇及纵摇，最後會翻船或沈船。

### 水動力學

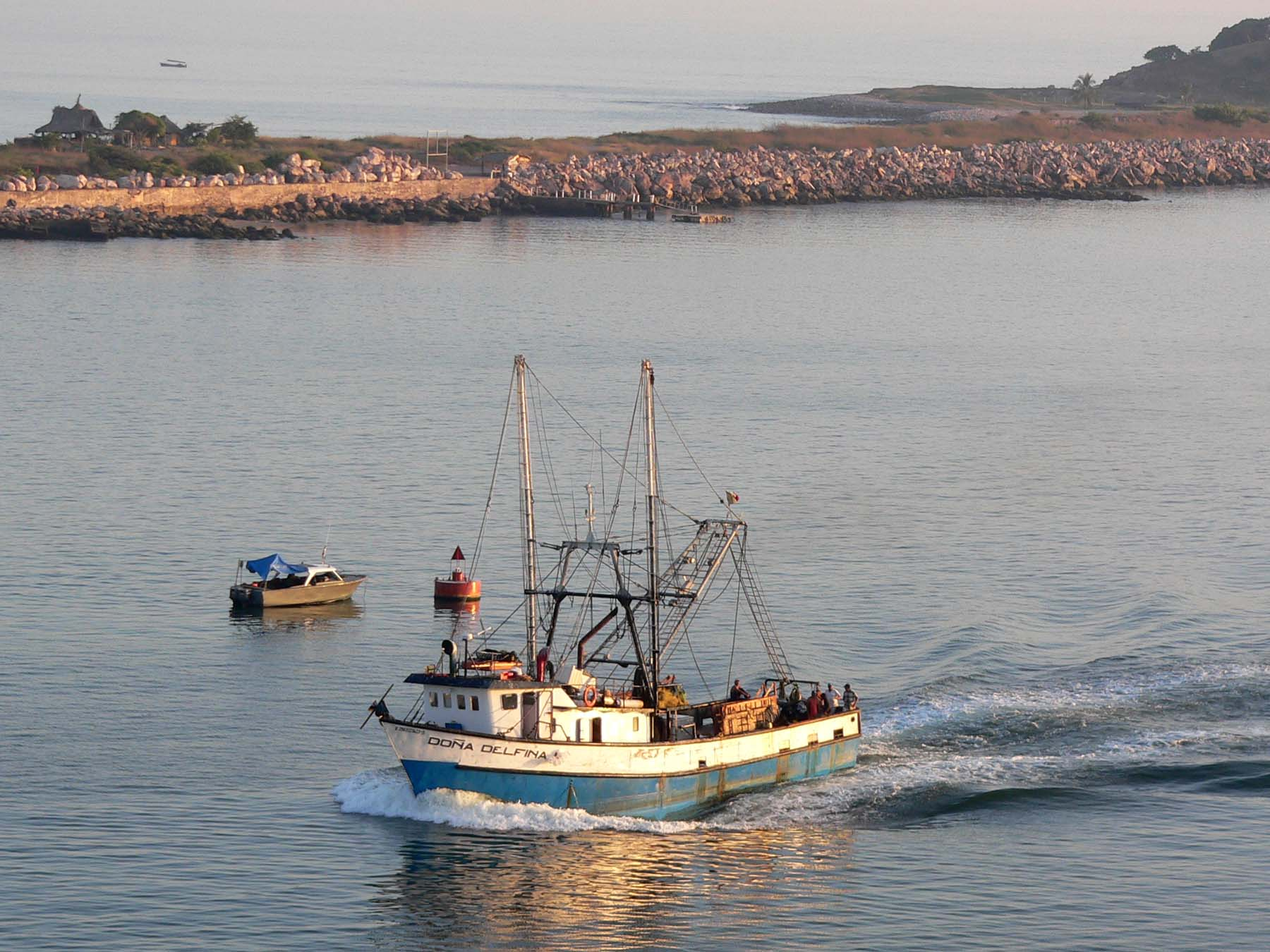
漁船Dona Delfina

船在水中航行時，其前緣會受到水的阻力，阻力可以分為許多成份，主要的是水作用在船殼的阻力及波阻力
。若降低了阻力，速度自然會提昇，需要降低濕潤表面，沒水部份船體也要改用產生水波振幅較小的外形。為了達到此一目的，高速的船舶一般會較細長，其附屬物較小或是較少。若定期的清理船殼上寄生的生物及藻類，也可以減少船的阻力，防污油漆也可以減少船殼上的生物。像球狀船首等較先進的設計也可以減少波浪的阻力。
考慮波阻力的一個簡單方法是看船殼和其產生船波的關係。若船的速度比船波傳播的速度慢，船波會快速的在船的兩側消散。不過若船的速度和船波傳播的速度相等，船波能量增加的速度會比能量消散的速度快，因此船波振幅會增加。船必須從船波中穿過或是越過船波，其阻力會隨速度，以指數形式上昇。
船身極速可用以下方式計算：
{\displaystyle {\mbox{knots}}\approx 1.34\times {\sqrt {L{\mbox{ft}}}}}
或是用以下的公制公式：
{\displaystyle {\mbox{knots}}\approx 2.5\times {\sqrt {L{\mbox{m}}}}}
其中L為船在吃水線的長度，單位是英尺或是公尺。
當船隻的速度超過船身極速的94%，船會越過大部份的船首波，船身只由二個船首波的波峰支撐，略為穩定。當船隻的速度超過船身極速的134%，波長較船身長，船首波已無法再支撐船尾，因此船尾會下沈，船首會上昇。因此船身會開始要越過船本身產生的船首波，其阻力會快速增加。即使可以將排水型船舶運作在船身極速134%的速度，其油料的費用也會非常驚人。大部份的船舶會運作在遠小於上述程度的速度，約在船身極速的100%以下。

船沿著三個軸的移動及轉動：1. 垂蕩（heave）, 2. 橫移（sway）, 3. 縱移（surge）, 4. 平擺（yaw）, 5. 縱搖（pitch）, 6. 橫搖（roll）

若是有足夠資金的大型計劃，會用船殼測試池來測試阻力，或是利用計算流體力學的方式進行計算。
船舶也會受到海浪、湧浪的影響，風及天氣也會影響船舶。這些移動及轉動對乘客或是貨物而言都是不想要的，若可能的話需要加以控制。在一定程度上，橫搖是可以用壓載或是像鰭板穩定器等設備加以穩定。縱搖更難加以限制，若是船頭沈沒在波浪中（稱為打浪），可能會造成危險。有時，為了停止劇烈的橫搖或縱搖，船隻必須改變航向或是快速停止。
船隻穩定性的理論在21世紀的科學研究中已經有具有說服力的說明，可是有些船隻的穩定性因著分叉点记忆的效應而快速下降。這類船隻包括有高機動性能的船隻、在穩態運動下設計為不穩定的飛機及受控海底車輛（在一些應用下需要上述的技術特點）。在設計船隻及其在關係情形下的控制時，需控制上述的因素。

## 浮力
浮著的船會排開和本身重量相同的流體。船本身結構的密度可以比水重，只要船的結構中有夠大的空心部份即可。若船浮著，整艘船（包括貨物）的質量除以其在吃水線下的體積，結果會等於水的密度(1 kg/l)。若船上的重量再加重，吃水線下的體積要增加才能使重力和浮力平衡，因此船會再下沈一點點。

## 動力計算
船艦的動力計算可利用下列公式
{\displaystyle power=K_{1}\times m^{\alpha }\times V^{\beta }}
{\displaystyle K_{1}}值介於0.0025-0.0035之間
{\displaystyle m}為船艦排水量（單位：噸）
{\displaystyle \alpha }介於0.8-10
{\displaystyle \beta }對排水船而言約為3（立方定律）若為半滑航式設計(Semi-planing)則降低至2
{\displaystyle V}為船艦速度（單位：公尺／秒）

## 相关列表
- 虛構船列表（英语：List of fictional ships）
- 歷史船型列表（英语：List of historical ship types）
- 船隻列表（英语：List of ships）
- 遇難船列表（英语：List of shipwrecks）
- 世界最大郵輪列表（英语：List of the world's largest cruise ships）
- 世界總噸最大船隻列表（英语：List of world's largest ships by gross tonnage）
- 世界最长船只列表（英语：List of longest ships）

### 引用
1. ↑  UNCTAD 2007, p. x and p. 32.
2. ↑  . Shipping Research and Finance.   [4 May 2015]. （原始内容存档于2021-04-03）.
3. ↑  "The Columbian Exchange Wikiwix的存檔，存档日期2011-07-26". The University of North Carolina.
4. ↑  Cutler 1999, p. 620.
5. ↑  Cutler 1999, p. 611.
6. ↑  Chief of Naval Operations. . United States Navy. March 2001  [2008-10-03]. （原始内容存档于2009-01-14）.
7. ↑  Roger Boyes, Alex Spence Published at 12:01AM, July 9, 2012. . Timesonline.co.uk.   [2012-07-09]. （原始内容存档于2011-08-04）.
8. ↑  George, Rose. . Slate Magazine. 29 November 2010  [4 December 2010]. （原始内容存档于2011-09-07）.
9. ↑  例如： The Chicago Manual of Style, 15th edition, p. 356. 2003. ISBN 978-0-226-10403-4.
10. ↑  Feigin, M I.  [Manifestation of the bifurcation memory effect in behaviour of dynamic system]. Soros Educational Journal (journal). 2001, 7 (3): 121–127. （原始内容存档于2007-11-30） （俄语）.
11. ↑  Feigin, M; Kagan, M. . International Journal of Bifurcation and Chaos (journal). 2004, 14 (7): 2439–2447. ISSN 0218-1274. doi:10.1142/S0218127404010746.

## 外部連結
- http://www.khanacademy.org/cs/boat/1334639961 （页面存档备份，存于）